# NGC 750
NGC 750 é uma galáxia elíptica (E) localizada na direcção da constelação de Triangulum. Possui uma declinação de +33° 12' 35" e uma ascensão recta de 1 horas, 57 minutos e 32,6 segundos.
A galáxia NGC 750 foi descoberta em 12 de Setembro de 1784 por William Herschel.